# Державна клініка в Таміл Наду
Державна багатопрофільна клініка в Таміл Наду (англ. Tamilnadu Government Multi Super Speciality Hospital) — це 400-місна державна багатопрофільна клініка в Ченнаї, Індія. Вона розташована на урядовій ділянці Омандурар біля траси Анна-Салей та була відкрита у лютому 2014 року як лікувально-діагностичний центр, подібний до Всеіндійського інституту медичних наук (ВІІМН) в Нью-Делі. На його будівництво було витрачено 1,431 мільйона рупій. 

Спочатку цей комплекс будувався як будинок Законодавчої асамблеї та Секретаріату, в 2010 році його було перероблено в заклад, де повинні були розташуватись зал засідань, секретаріат та офіси головного міністра та членів ради міністрів, й лише після цього він був перетворений на клініку широкого профілю.

## Історія
Спроби побудувати новий будинок Асамблеї беруть початок у 1983 році, коли М. Г. Рамахандран був головним міністром. Він просував ідею спорудження комплексу навпроти пляжу Маріна та навіть їздив у Тіручираппалі в період сильної посухи в Ченнаї. Ідея знов ожила у 2002 році, коли головним міністром Індії стала Д. Джалаяліта. Вона оголосила в Асамблеї, що уряд розглядає проєкт адміністративного містечка площею в 2000 акрів біля Маамаллапураму. Пізніше було заявлено, що запропонований проєкт може бути реалізований біля сіл Тірувідантаі та Таюр, що знаходяться у 40 км від Ченнаї. В січні 2003 року Управління розвитку метрополітену в Ченнаї (УРМЧ) висловило згоду з Радою з розвитку будівельної промисловості Малайзії у питанні щодо аналізу здійснимості проєкту адміністративного містечка. Згодом Джалаяліта проінформувала Асамблею, що, оскільки будівництво цього містечка може зайняти від 15 до 25 років, Секретаріат повинен буде перебратися на вільне місце неподалік від пляжу Маріна. Спочатку як нове місце розташування було обрано територію коледжу леді Віллінгдон. Але, позаяк площа обраного місця (приблизно 15 акрів) виявилась замаленькою, головний міністр запропонувала збудувати новий інтегрований блок на території коледжу королеви Мері — цей проєкт було анонсовано в квітні 2003 року. Однак його було провалено з причини різкого неприйняття збоку політичних партій та студентів означеного коледжу.
Через п'ять місяців уряд вирішив помістити будівлю Секретаріату на території площею в 43 акри в Коттурпурамі, що належала університету Анни, університету Мадраса та Обласному інформаційному центру. УРМЧ було доручено обов'язки з відбору архітекторів та будівельних агентств, а також розв'язання фінансових питань. Стало відомо, що М. К. Сталін під час здійснення будівничого плану вирушив до коледжу, щоб долучитись до студентських протестів. У жовтні того ж року Джаялаліта заклала перший камінь до фундаменту будівлі. Через сім місяців проєкт знов був переглянутий.
У 2007 році, коли Асамблея організувала святкування на честь 50-річчя укладення асоціації головного міністра М. Карунаніді з законодавчими органами влади, ідея побудування будівлі Секретаріату Асамблеї знову відродилась. Карунаніді заклав перший камінь у червні 2008 року, і через п'ять місяців це місце було офіційно передано підрядникам.
Будівля, зведена як комплекс Асамблеї, почала свою роботу 13 березня 2010 року за правління індійського прем'єр-міністра Манмонаха Сінгха. Будова залишалась незавершеною на момент початку експлуатації. Спеціально заради відкриття було зведено тимчасове купольне склепіння вартістю в 30 мільйонів рупій. Пізніше його було демонтовано та замінено постійним куполом, який коштував 250 мільйонів рупій. На третьому поверсі блоку «А» планувалося улаштування величезної їдальні з системою кондиціонування, яка б у розмірах досягала 3,200 квадратних футів та здатна була вмістити 200 осіб.

## Відкриття клініки
21 лютого 2014 року було відкрито знамениту клініку, до якої входить чотири медичних відділення: кардіології, неврології, онкології та нефрології, а також п'ять хірургічних: кардіоторокальної, нейрохірургії, хірургії кисті та пластичної хірургії, судинної та хірургічної онкології, а також йоги та натуропатії. Клініка почала працювати з 400 місцями, а в майбутньому планує розширитись до 500 місць.

## Місцерозташування
Клініка знаходиться на західному кінці урядової дільниці Омандурар біля траси Анна-Салай, що межує із залізничною колією. Найближча залізнична станція — Чинтадрипет.

## Умови в клініці
Умови і клініці включають до себе 14 добре обладнаних операційних, лабораторій, томографів та МРТ-сканерів. По закінченню робіт у будівлі будуть два блоки: безпосередньо клініка, а також коледж з 8 кафедрами. У 400-місній лікарні також є конференц-зала, розрахована на 500 осіб. Також тут діє система управлінської інформації з базою даних, місткість якої сягає 60 терабайт — для зберігання даних про пацієнтів (медичні обстеження, звіти про лікування тощо). До того ж в клініці знаходяться дві катетерізаційні лабораторії з діагностичним обладнанням для візуалізації стану серця та головного мозку, відділ екстреної медичної допомоги біля входу до будівлі, Wi-Fi-зв'язок, підсилювачі сигналів мобільного зв'язку, електромобілі на кожному поверсі та 150 прихованих камер. У відділенні інтенсивної терапії розташовані 70 імпортних електрогідравлічних операційних столів з цифровими сенсорними екранами. Питну воду можна знайти у будь-якому з 10 водороздатчиків, які є на кожному поверсі. Вони поповнюються за допомогою системи зворотного осмосу із швидкістю 6000 літрів на годину завдяки програмі дистанційного керування.